# Cesare Danova
Cesare Danova est un acteur italien né le 1er mars 1926 à Rome (Italie), mort le 19 mars 1992 à Los Angeles (Californie). Il  a failli jouer le rôle de Ben-Hur, pour lequel il fit des essais et rivalisé avec Charlton Heston, mais il ne le décrocha pas. 

## Filmographie
- 1945 : Monaca santa
- 1947 : La Fille du capitaine (La Figlia del capitano) : Piotr Andrejevich Grinev
- 1950 : El Final de una leyenda
- 1950 : Cavalcata d'eroi
- 1951 : El Correo del rey
- 1952 : La Fille du corsaire noir (Jolanda la figlia del corsaro nero) de Mario Soldati
- 1952 : C'est la faute au grisbi (Processo contro ignoti) : Avv. Enzo Pirani
- 1952 : Les Trois Corsaires (I Tre corsari) : Il Corsaro Verde
- 1952 : Le Retour du masque noir (Maschera nera)
- 1952 : Pentimento
- 1953 : La Cavallina storna
- 1953 : Balocchi e profumi
- 1954 : L'Amante di Paride
- 1954 : L'Eterna femmina
- 1954 : Il Maestro di Don Giovanni : Raniero
- 1955 : Repentir (Incatenata dal destino)
- 1955 : Don Giovanni : Don Giovanni
- 1955 : Non scherzare con le donne de Giuseppe Bennati
- 1956 : Ces sacrées vacances : Ralph Carigan
- 1959 : Catch Me If You Can
- 1959 : L'Homme qui comprend les femmes (The Man Who Understood Women) de Nunnally Johnson : le commandant Marco Ranieri
- 1959 : Tarzan, l'homme-singe (Tarzan, the Ape Man) : Harry Holt
- 1961 : Valley of the Dragons : Hector Servadac
- 1962 : Tendre est la nuit (Tender Is the Night) : Tommy Barban
- 1963 : Cléopâtre (Cleopatra) : Apollodorus
- 1963 : Gidget Goes to Rome : Paolo Cellini
- 1964 : L'Amour en quatrième vitesse (Viva Las Vegas) : Count Elmo Mancini
- 1965 : Bonanza (TV) saison 6 épisode 17 (Une femme de feu/Woman of fire) : Don Luis Santana
- 1966 : Quel numéro ce faux numéro! (Boy, Did I Get a Wrong Number!) : Pepe Pepponi
- 1966 : La Chambre des horreurs (Chamber of Horrors) de Hy Averback : Anthony Draco
- 1969 : Che! : Ramon Valdez
- 1969 : Honeymoon with a Stranger (TV) : Second Ernesto
- 1973 : Mean Streets : Giovanni Cappa
- 1974 : Death Cruise (TV) : Captain Vettori
- 1976 : L'Étrangleur invisible (Invisible Strangler) : Mario
- 1976 : A Matter of Wife... and Death (TV) : Dottore
- 1976 : Scorchy : Philip Bianco
- 1976 : Drôles de dames (série télévisée) : Frank Bartone
- 1977 : Tentacules (Tentacoli) : John Corey
- 1978 : American College (Animal House) : Mayor Carmine DePasto
- 1981 : Pour l'amour du risque (série télévisée) : Noel Teppman
- 1985 : Dublin Murders
- 1986 : Blacke's Magic (en) (série télévisée) : Nick
- 1988-1989 : Ryan's Hope (série télévisée) : Silvio Conti